# KFC in het seizoen 1962/63
Het seizoen 1962/1963 was het achtste jaar in het bestaan van de Kooger betaaldvoetbalclub KFC. De club kwam uit in de Tweede divisie A en eindigde daarin op de vijfde plaats. Tevens deed de club mee aan het toernooi om de KNVB beker, hierin werd in de derde ronde, na verlenging, verloren van Ajax (1–2).

## Wedstrijdstatistieken

### Tweede divisie A
|       | AGOVV | Alkmaar '54 | Be Quick | De Graafschap | Heerenveen | Leeuwarden | N.E.C. | Oldenzaal | Stormvogels | Tubantia | Vitesse | VSV   | Wageningen | ZFC   | Zwartemeer | Zwolsche Boys |
| ----- | ----- | ----------- | -------- | ------------- | ---------- | ---------- | ------ | --------- | ----------- | -------- | ------- | ----- | ---------- | ----- | ---------- | ------------- |
| Thuis | 0 – 1 | 2 – 2       | 0 – 3    | 3 – 0         | 3 – 3      | 1 – 0      | 3 – 1  | 3 – 0     | 2 – 0       | 2 – 1    | 3 – 0   | 0 – 1 | 3 – 1      | 1 – 0 | 2 – 2      | 4 – 1         |
| Uit   | 1 – 1 | 2 – 2       | 1 – 0    | 1 – 3         | 2 – 2      | 3 – 1      | 3 – 4  | 2 – 0     | 0 – 1       | 2 – 2    | 1 – 0   | 3 – 0 | 0 – 3      | 0 – 4 | 0 – 0      | 4 – 2         |

### KNVB Beker
| 1e ronde                                          | SVV             | 0 – 1 (0 – 1)                      | KFC                        |
| 13 oktober 1962 Plaats: Schiedam Frankelandsedijk |                 |                                    | 8' Dick Bosschieter        |
| 2e ronde                                          | Enschedese Boys | 1 – 2 (1 – 1, 0 – 0) Na verlenging | KFC                        |
| 16 december 1962 Plaats: Enschede Heekpark        | Abe Lenstra 84' |                                    | 51', 108' Dick Bosschieter |
| 3e ronde                                          | KFC             | 1 – 2 (1 – 1, 1 – 0) Na verlenging | Ajax                       |
| 8 mei 1963 Plaats: Koog aan de Zaan Breestraat    | Hans Paauwe 27' |                                    | 83', 108' Karel Vesters    |

## Statistieken KFC 1962/1963

### Eindstand KFC in de Nederlandse Tweede divisie A 1962 / 1963
| Stand | Gespeeld | Gewonnen | Gelijk | Verloren | Punten | Doelpunten voor | Doelpunten tegen |
| ----- | -------- | -------- | ------ | -------- | ------ | --------------- | ---------------- |
| 5e    | 32       | 15       | 8      | 9        | 38     | 57              | 41               |

### Topscorers
| #                | Naam                          | Goal |
| ---------------- | ----------------------------- | ---- |
| 1.               | Henk van Vlierden             | 13   |
| 2.               | Dick Bosschieter              | 8    |
| 2.               | Cees Molenaar                 | 8    |
| 2.               | Hans Paauwe                   | 8    |
| 5.               | Dick van Nek                  | 4    |
| 5.               | Ab Parrée                     | 4    |
| 5.               | Dick van Vlierden             | 4    |
| 8.               | Wim Boer                      | 3    |
| 9.               | Hans van Doorneveld           | 1    |
| 9.               | Frans Keereweer               | 1    |
| 9.               | Martin de Leeuw               | 1    |
| Eigen doelpunten |                               |      |
| –                | Nol Derksen (N.E.C.)          | 1    |
| –                | Hennie Keuben (De Graafschap) | 1    |
| Totaal           | Totaal                        | 57   |

| #      | Naam             | Goal |
| ------ | ---------------- | ---- |
| 1.     | Dick Bosschieter | 3    |
| 2.     | Hans Paauwe      | 1    |
| Totaal | Totaal           | 4    |